# Mahabodhi
Mahabodhi (sanskrt: महाबोधि मंदिर, što znači "Hram velikog buđenja") je budistički indijski hram u mjestu Bodh Gaya, 96 km od grada Patna u indijskoj državi Bihar, uz smokvu Bodhi gdje je prema predaji Buda doživio prosvećenje. Mahabodi je jedan od nastarijih i najsvetijih budističkih hramova (osnovan oko 250. pr. Kr.), te jedini hram od opeke iz razdoblja carstva Gupta (320. – 550.) koji još uvijek stoji. Zbog toga je upisan na UNESCO-ov popis mjesta svjetske baštine u Aziji i Oceaniji 2002. godine.

## Povijest
Maurijski vladar Ašoka Veliki je oko 250. pr. Kr., na 250-godišnjicu Budinog prosvjećenja, posjetio Bodh Gayu s namjerom da izgradi samostan s hramom. On je dao izgraditi dijamantno prijestolje (Vajrasana) u obliku otvorene terase oko svetog drveta koje je označilo sveto mjesto prosvjećenja. O izgledu ovog izvornog svetišta svjedoče prizori s jednog luka u Sanchiju iz 25. godine i reljef s jedne grede stupe u Bhahrutu iz razdoblja Sunga (oko 185. – 73. pr. Kr.) Ašokova kćerka, Sangamitta, poklonila je mladicu od svetog drveta vladaru Šri Lanke i ona je posađena u istoimenom mjestu na Šri Lanki, Mahabodhi.
Današnji pramidalni hram od opeke potječe iz 5. ili 6. stoljeća, za vrijeme indijske dinastije Gupta. Granitni maleni hramovi na kutovima stupe predstavljaju neke ezoterične tradicije budizma koje su vremenom izgubljene.
Nakon osvajačkih napada Huna i Arapa u 7. stoljeću, započinje poadanje popularnosti budizma u Indiji. No, za vrijeme budističkog carstva Pala (750. – 1174.) dolazi do obnove Mahajana budizma i svetišta Mahabodhi, uz pomoć umjentika iz Burme čiji se umjentički utjecaj prepoznaje na kutovima velike stupe. Nakon što je u 12. stoljeću Pala carstvo zamijenila hinduistička dinastija Sena, budizam je pao u zaborav, a nakon napada muslimanskih Turaka, gotovo je bio istrebljen. Mahabodhi hram je napušten i počeo je propadati, ali su monasi iz njegovog samostana vremenom postali zemljoposjednici koji su polagali pravo na njegovo područje.
Tek 1880-ih je britanska uprava, pod vodstvom Alexandera Cunninghama, započela obnovu Mahabodhi hramskog kompleksa. i 1891. godine je budistički vođa Šri Lanke, Anagarika Dharmapala, započeo kampanju za njegov povratak budističkim vlastima, što je spješno okončano tek 1949. godine. Tada je ustanovljeno upravljačko tijelo koje po statutu mora imati Hindu većinu, što je i danas predmet rasprave između budista i hinduista.

## Odlike
Hram Mahabodhi je izgrađen od opeke i najstarija je takva građevina u istočnoj Indiji, te je snažno utjecala na povijest arhitekture u cijeloj Indiji. Njegov središnji toranj je visok 55 metara i opsežno je obnovljen u 19. stoljeću. On je okružen manjim tornjevima na četiri kuta, koji imaju gotovo isti oblik. Tornjići se nalaze na visokoj kamenoj ogradi (2 m) koja se sastoji od dva dijela: starijeg od pješčenjaka iz oko 150. pr. Kr. i novijeg od granita iz razdoblja dinastije Gupta. Stariji dio ima prizore kao što su Lakšmi, hindusitička božica bogatstva, koju kupaju slonovi, te Surja, hinduističkog boga sunca, kako vozi kočiju s četiri konja. Noviji dijelovi imaju prizore stupa i garuda (orlova), te cvjetova lotusa.
- Sveto Bodhi drvo smokve
- Mahabodhi prije obnove
- Pročelje hrama
- Buda u svetištu

## Poveznice
- Indijska umjetnost

## Vanjske poveznice
- Mjesto prosvjećenja Bude  Arhivirana inačica izvorne stranice od 26. studenoga 2016. (Wayback Machine) (engl.)
- Obnova budizma u Indiji  Arhivirana inačica izvorne stranice od 13. ožujka 2016. (Wayback Machine) (engl.)
- The Bodh Gaya temple controversy  Arhivirana inačica izvorne stranice od 30. rujna 2007. (Wayback Machine) (engl.)